# Comuna Radîvonivka, Iakîmivka
Radîvonivka (în ucraineană Радивонівка) este o comună în raionul Iakîmivka, regiunea Zaporijjea, Ucraina, formată din satele Bohatîr, Leninske, Peremoha, Radîvonivka (reședința) și Tîmofiivka.

## Demografie
Componența lingvistică a comunei Radîvonivka
     Rusă (79,9%)
     Ucraineană (17,21%)
     Alte limbi (0,18%)
Conform recensământului din 2001, majoritatea populației comunei Radîvonivka era vorbitoare de rusă (79,9%), existând în minoritate și vorbitori de ucraineană (17,21%).